# Instituto Nacional de Ciencias Aplicadas de Estrasburgo
El Institut national des sciences appliquées de Strasbourg (también conocida como INSA Strasbourg) es una escuela de ingenieros de Francia. 
Está ubicado en Estrasburgo, campus Universidad de Estrasburgo. También es miembro del Alsace Tech y de la conferencia de grandes écoles. Forma principalmente ingenieros generalistas de muy alto nivel, destinados principalmente para el empleo en las empresas.

## Graduados famosos
- Christian Bourquin, un político francés